# Bardsey Island

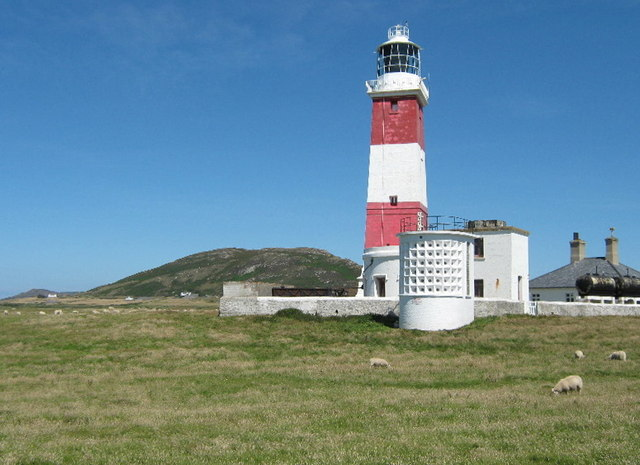
Bardsey Island (Galles): il faro

Bardsey Island o semplicemente Bardsey (in gallese: Ynys Enlli; 1.80 km²; 10 ab. circa) è un'isola sul Mare d'Irlanda del Galles nord-occidentale, situata nella Baia di Cardigan, di fronte alla penisola di Llŷn/Lleyn ed appartenente - dal punto di vista amministrativo - alla contea di Gwynedd e alla community di Aberdaron.
Era chiamata un tempo "l'isola dei 20.000 santi", in riferimento probabilmente ai 20.000 pellegrini morti nei vari viaggi che venivano effettuati per visitare un monastero in loco.
L'isola è di proprietà del Bardsey Island Trust (dal 1979).
L'isola di Bardsey è una piccola isola a circa 3 km dalla penisola di Llŷn nel Galles settentrionale.
Sull'isola puoi vedere le rovine di una vecchia abbazia, un faro con strisce rosse e bianche, bellissime scogliere e molte piante rare. È anche famoso per gli animali: migliaia di uccelli marini nidificano lì, come le pulcinelle di mare e le acque di mare di Manx, e spesso puoi vedere foche grigie e delfini. Di notte il cielo è molto buio, quindi puoi vedere chiaramente le stelle.
Anche l'isola di Bardsey è importante nelle leggende. Alcune persone dicono che è Avalon, il luogo magico dove riposa Re Artù. Altri credono che Merlino, il mago, sia intrappolato lì in una torre di vetro. Questo rende l'isola un luogo misterioso legato alle storie di Re Artù e dei Cavalieri della Tavola Rotonda.

## Etimologia
Bardsey Island significherebbe, secondo una teoria, "isola dei bardi" oppure deriverebbe, secondo un'altra teoria, dal nome di un capo vichingo, un certo Barda. Il nome in gallese, Ynys Enlli, significa invece "isola delle correnti", per via delle turbolenze che caratterizzano il Bardsey Sound..

## Geografia

### Collocazione
L'isola dista circa 2 miglia dall'estremità occidentale della penisola di Llŷn/Lleyn.

### Dimensioni
L'isola misura circa 2,5 km in lunghezza.

### Territorio
Sull'isola si trova un monte, il Mynydd Enlli, che raggiunge un'altezza di 187 metri.

## Storia
Tra il VI secolo e il VII secolo, fu fondato un monastero sull'isola, ad opera di San Cadfan, accompagnato da aglan, Flewyn, Gredifael, Tanwg, Twrog, Tegai, Trillo, Tecwyn e Llechid figli di Ithel Hael
Nel 1979, Bardsey Island fu acquistata dal Bardsey Island Trust.

## Flora & Fauna

### Fauna
L'isola è frequentata dagli amanti del birdwatching: vi vive, tra l'altro, una consistente colonia di berte minori.

Esiste poi un allevamento di pecore che copre gran parte dell'isola.

## Leggende
- Come molti altri luoghi, l'isola è stata identificata con la mitica Avalon, il luogo di sepoltura di Re Artù.[1]
- Secondo un'altra leggenda, nel castello in cristallo situato sull'isola, si troverebbe invece la tomba di Mago Merlino.[1]

## Edifici e luoghi d'interesse[1][4]
- Faro di Bardsey
- Resti di un'abbazia del XIII secolo.

## Trasporti
L'isola è raggiungibile in battello dalla terraferma dalla località di Porth Mewdwy. La traversata dura circa 15 minuti.